# Назаров, Георгий Иванович
 Гео́ргий Ива́нович Наза́ров (13 [26] августа 1915, Барабинск — 3 мая 2007, Киев) — советский украинский математик и физик, доктор физико-математических наук (1964), профессор.

## Биография
Родился в семье служащего. Старший из четырёх детей. Отец, Иван Павлович Назаров (?—1922), окончил реальное училище, работал телеграфистом на ст. Барабинск. После его смерти семья переехала жить к деду (по матери), который работал сторожем на железнодорожном переезде ст. Убинское. Мать, Анна Ермолаевна Назарова (урожд. Котова, 1890—1986), в 1926 году устроилась рассыльной местного телеграфа. 
Начал учиться в Убинской средней школе. В 1930 году окончил 7-летнюю школу в Новосибирске и устроился библиотекарем на краевую книжную базу КОГИЗа. Учился на рабфаке Урало-Сибирского планового института (1932—1935). Окончил физико-математический факультет Томского государственного университета им. В. В. Куйбышева по специальности «теоретическая механика» (1935—1940), в 1937 году предпринял попытку перевестись в Военно-воздушную академию. Среди учителей: Ф. Э. Молин, П. П. Куфарев, З. И. Клементьев, Н. П. Романов, Е. Д. Томилов, Е. Н. Аравийская. Сокурсник — Г. Д. Суворов.
В 1940 году — ассистент кафедры теоретической механики Томского государственного университета. С ноября 1940 года в рядах РККА: красноармеец, во время Второй мировой войны — командир взвода технического батальона, пропагандист-агитатор. Член ВКП(б) с 1944 года. Демобилизован в январе 1947 года в звании старшего лейтенанта.
С 1947 года — ассистент, с 1951 года — старший преподаватель, с 1953 года — доцент, в 1961—1967 годах — заведующий кафедрой теоретической механики, в 1955—1965 годах — декан механико-математического факультета Томского государственного университета.
В 1968—1979 годах — заведующий кафедрой теоретической механики Киевского института инженеров гражданской авиации, в 1979—1999 годах — профессор той же кафедры.
Читал лекционные курсы теоретической механики, гидроаэромеханики, теории упругости.
В 1953 году защитил кандидатскую диссертацию «Обобщение некоторых приближённых методов для задачи о движении с до- и околозвуковыми скоростями» (научный руководитель Е. Д. Томилов, оппоненты: П. П. Куфарев, В. А. Шваб), в 1963 году — докторскую «Применение метода Бергмана в газовой динамике и магнитной гидродинамике» (оппоненты: Е. А. Красильщикова, П. П. Куфарев, В. А. Шваб).
В 1983 году удостоен Золотой медали Общества польско-советской дружбы. В 1996 году избран членом Нью-Йоркской академии наук, в 2000 году отмечен почётным знаком Минвуза «Отличник просвещения Украины».
Дети: Наталия Георгиевна Пучкова (1945—2001), Владимир Георгиевич Назаров (1947—1992); внуки: А. А. Пучков, С. В. Назаров, М. В. Назаров, Г. В. Назаров.
Похоронен на Берковецком кладбище в Киеве.

## Публикации
Исследования в области гидроаэромеханики, теории упругости и электродинамики неоднородных сред, а также в смежных дисциплинах, связанных с решением линейных уравнений в частных производных с переменными коэффициентами.
Автор более 100 научных трудов, опубликованных в союзных и украинских научных журналах: «Известия АН СССР: Механика жидкости и газа», «Журнал технической физики», «Прикладная математика и техническая физика», «Известия вузов: строительство и архитектура», «Прикладная механика», «Гидродинамика», в рядке зарубежных изданий (США, Великобритания) и др.
В 1960—1990-е Назаровым был введён единообразный (однотипный) подход в комплексных и характеристических переменных для дозвуковых и сверхзвуковых течений, названный методом дифференциальных и интегральных операторов с обобщением и перенесением его в последующем на уравнения смежных областей теории сплошных сред (электродинамика, теория упругости и оболочек неоднородных сред). Этот метод позволяет находить точные общие решения краевой задачи соответствующих дифференциальных уравнений в частных производных в виде сходящихся рядов, состоящих из произведения вполне определённых k-параметров от одного аргумента (который зависит от коэффициентов и структуры уравнений), умноженных соответственно на k-кратные интегралы (интегральный оператор) или на производные k-той степени (дифференциальный оператор) от неопределённой (произвольной) функции с комплексными переменными (для эллиптических уравнений) или с характеристическими переменными (для гиперболических уравнений), не зависящими от структуры уравнений. Для параболических уравнений имеют место тот и другой операторы. Произволом указанной функции следует соответствующим образом распорядиться при выполнении граничных условий конкретной задачи.
Среди публикаций:
- К вопросу о некоторых решениях задачи о неустановившемся симметричном движении газа // Ученые записки Томского государственного университета. — Томск, 1950. — Вып. 14. — С. 29-36.
- Решение плоских задач газодинамики с помощью метода многозвенной аппроксимации функции Чаплыгина // Ученые записки Томского государственного университета. — Томск, 1955. — Вып. 25. — С. 77-96.
- Метод подвижной аппроксимации в газодинамике // Труды Томского государственного университета. — Томск, 1959. — Т. 144. Сер. механико-математическая. — С. 81-93.
- К вопросу об аппроксимации в газовой динамике // Труды Томского государственного университета. — Томск, 1961. — Т. 155. Вопросы математики. — С. 115—125.
- Давление газовой струи на равнобокий клин // Журнал прикладной математики и технической физики. — 1962. — № 1. — С. 25-33.
- К точным решениям некоторых задач магнитной гидродинамики // Журнал прикладной математики и технической физики. — 1963. — № 2. — С. 63-72.
- Приближённое решение задачи о сверхзвуковом течении идеального газа // Труды Томского государственного университета. — Томск, 1963. — Т. 163. Сер. механико-математическая. — С. 133—138.
- О точном аналитическом решении уравнений плоского сверхзвукового течения газа // Труды Томского государственного университета. — Томск, 1963. — Т. 163. Сер. механико-математическая. — С. 115—124.
- Решение вихревой задачи в магнитном поле, параллельном скорости движения сжимаемой жидкости // Труды Томского государственного университета. — Томск, 1963. — Т. 163. Сер. механико-математическая. — С. 106—114.
- О точном общем решении осесимметричной задачи несжимаемой жидкости // Труды Томского государственного университета. — Томск, 1963. — Т. 163. Сер. механико-математическая. — С. 125—132.
- Функция Бергмана в теории течений сжимаемой жидкости // Ученые записки Томского государственного университета. — Томск, 1964. — Вып. 49. Вопросы естествознания. — С. 3-13.
- Об аппроксимации уравнений гидродинамики // Ученые записки Томского государственного университета. — Томск, 1967. — Вып. 68. Сборник работ по гидромеханике и теории упругости / Под ред. проф. Г. И. Назарова и проф. В. А. Шваба. — Вып. 1. — С. 86-93.
- Приближённое решение основных краевых задач сверхзвуковой газовой динамики методом Бергмана // Ученые записки Томского государственного университета. — Томск, 1967. — Вып. 68. Сборник работ по гидромеханике и теории упругости / Под ред. проф. Г. И. Назарова и проф. В. А. Шваба. — Вып. 1. — С. 94-102 (соавтор С. С. Торбунов).
- Однотипное построение общих интегралов для уравнений гидродинамики эллиптического и гиперболического типов // Современные вопросы гидродинамики (Материалы летней школы по гидродинамике). — К.: Наук. думка, 1967. — С. 21-43.
- Метод линейных операторов Бергмана в задачах классической и магнитной газодинамики // Итоги исследований по математике и механике за 50 лет (1917—1967): Труды Межвузовской научной конференции, посвященной 50-летию Великой Октябрьской социалистической революции. — Томск, 1967. — С. 108—111.
- Точное решение уравнений газовой динамики // Известия АН СССР: Механика жидкости и газа. — 1968. — № 3. — С. 113—120.
- К интегрированию системы уравнений Навье — Стокса для одного случая вихревого осесимметрического движения несжимаемой жидкости // Гидромеханика. — К., 1971. — Вып. 19. — С. 66-71 (соавторы Н. Г. Пучкова, А. К. Янко).
- О решении в форме дифференциального оператора для несимметричной системы уравнений Чаплыгина в газовой динамике // Теоретическая и прикладная механика и математика: Сб. науч. тр. — К., 1971. — Вып. 1. — С. 74-82 (соавтор Н. Г. Пучкова).
- О сопряжении оператора Чаплыгина с дифференциальным оператором в газовой динамике // Гидромеханика. — 1972. — Вып. 22. — С. 41-48 (соавтор Н. Г. Пучкова).
- Кручение осесимметричного анизотропного тела со смешанными краевыми условиями на боковой поверхности // Прикладная математика и механика. — 1972. — Т. 36, вып. 6. — С. 1094—1099 (соавтор Ал. А. Пучков).
- Дифференциальная и интегральная формы решения линейного уравнения в частных производных четвёртого порядка // Численные методы механики сплошной среды: Сб. науч. тр. — Новосибирск, 1976. — Т. 7, № 6. — С. 96-110 (соавторы Ал. А. Пучков, Н. Г. Пучкова).
- К решению нестационарного одномерного уравнения теплопроводности // Теплообмен и гидромеханика. — К.: Наук. думка, 1977. — С. 63-70 (соавтор А. Ф. Кулиш).
- К вопросу о стационарном плоскопараллельном движении несжимаемой жидкости с постоянным вихрем скорости // Гидромеханика. — К., 1987. — Вып. 55. — С. 88-92 (соавтор Н. Г. Пучкова).
- Новые приближённые аналитические решения уравнение газовой динамики // Прикладная математика и механика. — 1993. — Т. 57, вып. 5. — С. 79-86.
- О кручении полого цилиндра с переменными модулями сдвига // Прикладная механика. — 1993. — Т. 29, № 11. — С. 41-46.
- К приближённым решениям уравнений газовой динамики // Гидромеханика. — 1995. — Вып. 69. — С. 86-92.
- Кручение цилиндрически анизотропных двумерно неоднородных тел вращения // Прикладная математика и механика. — 1995. — Т. 59, вып. 2. — С. 259—265.
- К термодинамике двумерной неоднородности среды // Журнал технической физики. — 1995. — Т. 65, № 10. — С. 125—130.
- Метод дифференциальных и интегральных операторов для линейных уравнений в частных производных с переменными коэффициентами. — К.: Самватас, 1995. — 122 с.
- Продольно-крутильные перемещения элементов космических конструкций с переменным сечением и упругостью // Прикладная механика. — 2000. — Т. 36, № 7. — С. 99-105.